# Kleines Requiem für eine Polka
Kleines Requiem für eine Polka (op. 66) (en polonais : Małe requiem dla pewnej polki ; en français : « Petit Requiem pour une polka ») est une œuvre pour piano et treize instruments composée par Henryk Górecki en 1993.

## Historique
Kleines Requiem für eine Polka est écrit par Henryk Górecki en mai à la suite d'une commande du Festival de Hollande pour le Schönberg Ensemble auquel il est dédié. Son titre fait référence à une « Polka » qu'il est impossible d'identifier définitivement à une « femme Polonaise » ou à la danse polka. La première de l'œuvre est donnée le 12 juin 1993 par le Schönberg Ensemble sous la direction de Reinbert de Leeuw lors du Festival de Hollande.
Cette pièce a été utilisée par le chorégraphe suédois de danse contemporaine Mats Ek en 1997 pour A Sort Of créé pour le Nederlands Dans Theater.

## Structure
Kleines Requiem für eine Polka est composé de quatre mouvements :
1. Tranquillo ~8 min 10 s
2. Allegro impetuoso - marcatissimo ~5 min 20 s
3. Allegro - deciso assai ~2 min 20 s
4. Adagio cantabile ~6 min

L'exécution de la pièce dure environ 22 minutes.

## Discographie
- Kleines Requiem für eine Polka sur le disque Kleines Requiem, Lerchenmusik, Schönberg Ensemble dirigé par Reinbert de Leeuw, 1993 / Philips, 2001 / Newt on Classics, 2011
- Kleines Requiem für eine Polka sur le disque Górecki, London Sinfonietta dirigé par David Zinman, Nonesuch Records, 1995
- Kleines Requiem für eine Polka sur le disque Górecki, I Fiamminghi et The Orchestra of Flanders dirigé par Rudolf Werthen, Telarc, 1996
- Kleines Requiem für eine Polka sur le disque Life Journey, Chamber Domaine dirigé par Thomas Kemp, Landor Records, 2008
- Kleines Requiem für eine Polka sur le disque Concerto-Cantata, Orchestre philharmonique de Varsovie dirigé par Antoni Wit, Naxos Records, 2012